# Dialeucias pallidistriata
Dialeucias pallidistriata är en fjärilsart som beskrevs av George Francis Hampson 1901. Dialeucias pallidistriata ingår i släktet Dialeucias och familjen björnspinnare. Inga underarter finns listade i Catalogue of Life.